# Il rivale
Il rivale è un film del 1987 diretto da Giulio Petroni alla sua ultima regia cinematografica. È tratto dal romanzo omonimo del regista.